# Der Hohe Buchene Wald im Ebracher Forst

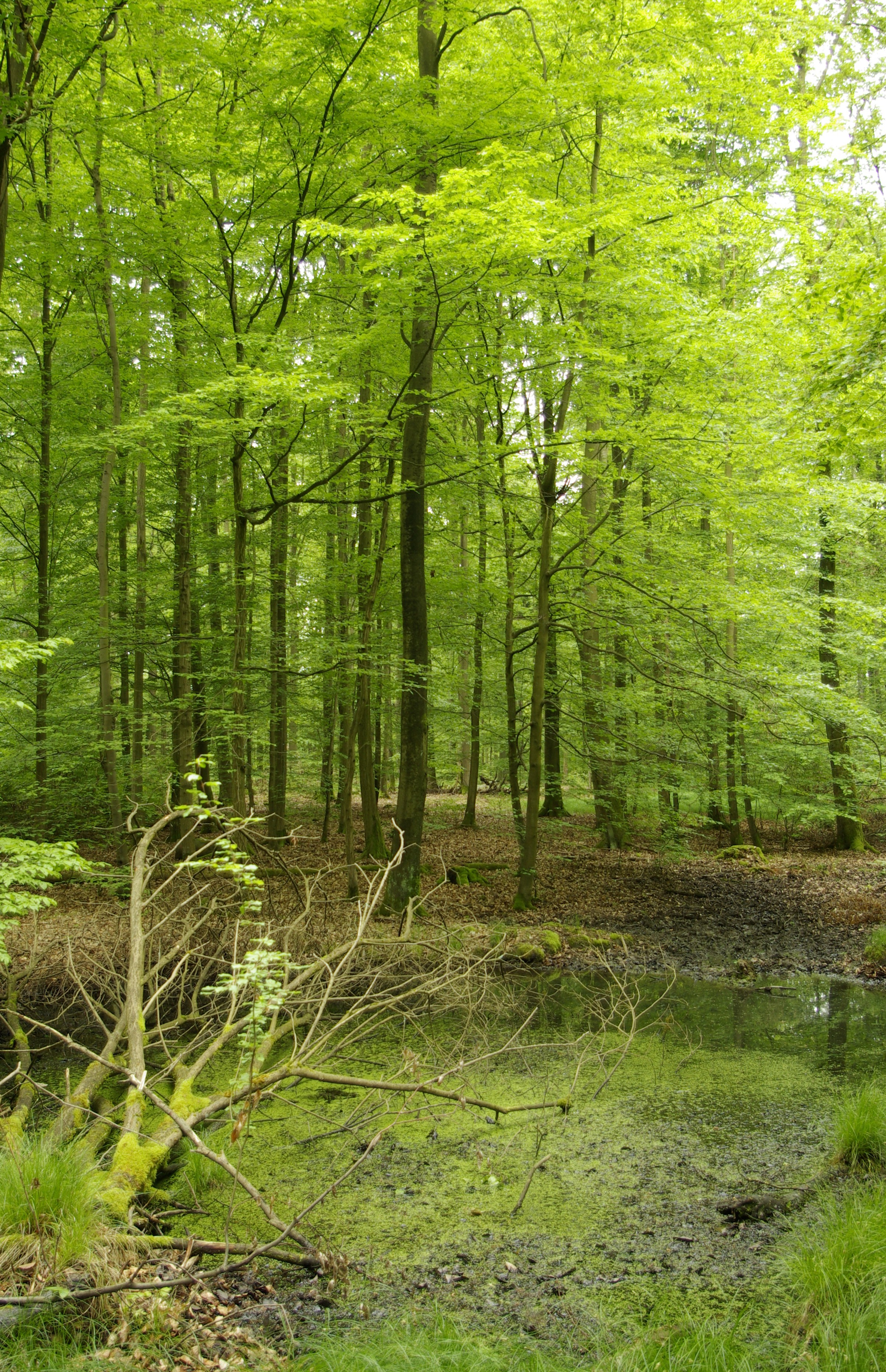
Der Hohe Buchene Wald im Ebracher Forst, 2014

Der Hohe Buchene Wald im Ebracher Forst war ein geschützter Landschaftsbestandteil im Steigerwald, nordwestlich von Ebrach und mit 775 Hektar das drittgrößte Waldschutzgebiet in Bayern. In dem sehr urwüchsigen Waldgebiet kommen einige seltene Tier- und Pflanzenarten vor, wie zum Beispiel der Igel-Stachelbart. Das Gebiet ist vorwiegend mit Rotbuchen bewachsen, die teilweise 300 Jahre erreichen. Aufgrund dessen beschloss am 20. Dezember 2010 mit sehr großer Mehrheit der Kreistag des Landkreises Bamberg, alle notwendigen Maßnahmen vorzunehmen, diese Wälder als Weltnaturerbe anerkennen zu lassen. Der Hohe Buchene Wald im Ebracher Forst wurde daraufhin kurz vor Ablauf der Wahlperiode am 16. April 2014 vom damaligen Bamberger Landrat Günther Denzler gegen starke Widerstände in der bayerischen Staatsregierung als Schutzgebiet ausgewiesen.
Das Schutzgebiet umfasste einen wesentlichen Teil der Fläche des gemeindefreien Gebiets Ebracher Forst. Etwa die Hälfte entfiel auf Prozessschutzzonen, in denen die natürliche Waldentwicklung Vorrang hatte, die andere Hälfte auf Entwicklungszonen, in denen die Waldentwicklung hin zu standorttypischen naturnahen Laubwaldgesellschaften forstwirtschaftlich gesteuert werden sollte. Nicht in das Schutzgebiet einbezogen waren die angrenzenden Naturschutzgebiete Naturwaldreservat Waldhaus und Naturwaldreservat Brunnstube mit einer Größe von 105 bzw. 48 ha.
Die Ausweisung des Schutzgebietes war in der Region umstritten. Befürworter sahen in ihr einen ersten Schritt hin zu einem „Nationalpark Steigerwald“ mit dem Fernziel der Anerkennung als Weltnaturerbe. Kritiker verwiesen auf die Beeinträchtigung der Forstwirtschaft. Zudem bezweifelten sie, dass die Festlegung eines derartig großen geschützten Landschaftsbestandteils der Intention des § 29 BNatSchG entspricht.
Nach einer Mitteilung der Regierung von Oberfranken vom 12. August 2015 sollte das Schutzgebiet zum 1. September 2015 aufgehoben werden, weil es kein Landschaftsbestandteil im Sinn des Bayerischen Naturschutzgesetzes sei; der Bund Naturschutz in Bayern und der Landesbund für Vogelschutz in Bayern kündigten an, hiergegen gerichtlich vorzugehen.
Das umstrittene Schutzgebiet wurde dann tatsächlich im September 2015 wegen Rechtswidrigkeit per Verordnung wieder zurückgenommen. Diese „Rechtswidrigkeit“ wurde auch von der Regierung von Oberfranken festgestellt. Deshalb wurde zum 1. September 2015 die Aufhebung der Verordnung verfügt. Nach der Rechtsauffassung der Regierung von Oberfranken ist „die Verordnung des Landratsamtes Bamberg über den geschützten Landschaftsbestandteil Der hohe Buchene Wald im Ebracher Forst vom 16. April 2014 rechtswidrig, da die Verordnung nicht von der Ermächtigungsgrundlage des § 29 BNatSchG gedeckt ist.“ Die Regierung von Oberfranken schreibt weiter, dass „der Hohe Buchene Wald kein tauglicher Schutzgegenstand für einen geschützten Landschaftsbestandteil“ ist. Er ist nach Auffassung der Regierung „kein aus der Landschaft herausgehobenes Objekt, wie das Gesetz es verlangt. Daher war die Verordnung aus Gründen der Rechtsstaatlichkeit und auch im Interesse der Rechtsklarheit und -sicherheit aufzuheben.“
Der Bayerische Verwaltungsgerichtshof hat die Aufhebung des Waldschutzgebiets für rechtens erklärt. Das Bundesverwaltungsgericht hat dieses Urteil in der Revision bestätigt.